# Koncerten (Vermeer)
Koncerten (hollandsk: Het concert) (ca. 1664) er et maleri af den hollandske kunstner Johannes Vermeer, der forestiller en mand og to kvinder, der opfører musik. Den blev stjålet den 18. marts 1990 fra Isabella Stewart Gardner Museum i Boston og er stadig savnet. Eksperter mener, at det kan være den mest værdifulde stjålne genstand i verden; fra 2015 blev det vurderet til US$250 millioner.

## Historie
Selvom Koncerten stilistisk er blevet dateret til midten af 1660'erne, er det først dokumenteret først i 1780. Det blev erhvervet af Isabella Stewart Gardner på en auktion i Paris i 1892 for $5.000 og blev efterfølgende vist i Isabella Stewart Gardner Museum. Natten til den 18. marts 1990 stjal tyve forklædt som politifolk 13 værker fra museet, herunder Koncerten. Den dag i dag er maleriet ikke dukket op igen; det menes at være det mest værdifulde stjålet kunstværk, der i øjeblikket ikke er fremskaffet, med en værdi anslået til US$250 millioner.

## Beskrivelse
Billedet måler 72,5 x 64,7 centimeter og viser tre musikere: en ung kvinde, der sidder ved en cembalo, en mand, der spiller lut, og en kvinde, der synger. Cembaloens opadvendte låg er dekoreret med et arkadisk landskab; dens lyse farver står i kontrast til de to malerier, der hænger på væggen til højre og venstre. En viola da gamba kan ses liggende på gulvet. Musikernes påklædning og omgivelser identificerer dem som medlemmer af det øvre borgerskab. Den mandlige lutspiller, for eksempel, bærer et skulderbælte og et sværd. På trods af dets enkelhed er det sorte og hvide marmorgulv luksuriøst og dyrt.
Af de to malerier i baggrunden er det til højre Ruffersken af Dirck van Baburen (ca. 1622), som tilhørte Vermeers svigermor, Maria Thins. Værket optræder også i hans Lady Seated at a Virginal, sandsynligvis malet omkring seks år efter Koncerten. Maleriet til venstre er et vildt pastoralt landskab. Det musikalske tema i hollandsk maleri på Vermeers tid betød ofte kærlighed og forførelse, men i dette tilfælde er følelsen mere tvetydig. Selvom tilstedeværelsen af van Baburens seksuelt overstrømmende billede antyder en sådan fortolkning, kan dets funktion være at skabe kontrast til den faktiske hjemlige situation. På samme måde står de fredelige scener afbildet på cembaloen i kontrast til det vilde landskabsmaleri på væggen.

## Andre kunstarter
Selv før selve røveriet var tyveriet af dette maleri genstand for en episode fra 1964 af The Alfred Hitchcock Hour kaldet "Ti minutter fra nu". Efter det virkelige tyveri har det stjålne maleri figureret i romanerne Death at the Sign of the Rook (2024) af Kate Atkinson; An Object of Beauty (2010) af Steve Martin; The Medusa Plot (2011) af Gordon Korman; og The Collector (2023) af Daniel Silva. Derudover maler Vermeer i Tracy Chevaliers historiske roman Girl with a Pearl Earring (1999), Koncerten samtidig med, at han maler Pige med perleørering, en begivenhed, der også portrætteres i filmatiseringen fra 2003.